# 2022年世界角力錦標賽
2022年世界角力錦標賽是第17届男女合并举办的世界摔跤锦标赛，于2022年9月10日至18日在塞尔维亚贝尔格莱德举行。该届比赛原定在俄罗斯克拉斯諾亞爾斯克进行，后来由于国际体育仲裁法庭裁定禁止俄罗斯在2020年12月至2022年12月间主办国际大型赛事，比赛地点移至塞尔维亚贝尔格莱德。
由于俄罗斯与白俄罗斯在2022年2月开始共同参与入侵乌克兰的行动，世界角力總會决定禁止两国运动员参加所有国际摔跤赛事，直至另行通知为止。

## 奖牌榜
*   主办国家/地区（塞爾維亞）
| 排名                      | 国家 / 地区               | 金牌 | 銀牌 | 銅牌 | 总计 |
| ------------------------- | ------------------------- | ---- | ---- | ---- | ---- |
| 1                         | 美国                      | 7    | 6    | 2    | 15   |
| 2                         | 日本                      | 7    | 1    | 5    | 13   |
| 3                         | 土耳其                    | 4    | 0    | 3    | 7    |
| 4                         | 塞爾維亞*                 | 4    | 0    | 1    | 5    |
| 5                         | 伊朗                      | 2    | 5    | 3    | 10   |
| 6                         |                           | 2    | 0    | 3    | 5    |
| 7                         |                           | 1    | 1    | 5    | 7    |
| 8                         | 亞美尼亞                  | 1    | 0    | 2    | 3    |
| 9                         | 摩尔多瓦                  | 1    | 0    | 1    | 2    |
| 10                        | 阿尔巴尼亚                | 1    | 0    | 0    | 1    |
| 11                        | 蒙古国                    | 0    | 3    | 2    | 5    |
| 12                        |                           | 0    | 2    | 4    | 6    |
| 13                        | 斯洛伐克                  | 0    | 2    | 1    | 3    |
| 14                        | 保加利亚                  | 0    | 2    | 0    | 2    |
| 15                        | 乌克兰                    | 0    | 1    | 5    | 6    |
| 16                        | 中國                      | 0    | 1    | 3    | 4    |
| 16                        | 匈牙利                    | 0    | 1    | 3    | 4    |
| 18                        |                           | 0    | 1    | 2    | 3    |
| 19                        |                           | 0    | 1    | 1    | 2    |
| 20                        | 丹麦                      | 0    | 1    | 0    | 1    |
| 20                        | 埃及                      | 0    | 1    | 0    | 1    |
| 20                        | 挪威                      | 0    | 1    | 0    | 1    |
| 23                        | 波蘭                      | 0    | 0    | 3    | 3    |
| 24                        | 加拿大                    | 0    | 0    | 2    | 2    |
| 24                        | 印度                      | 0    | 0    | 2    | 2    |
| 24                        | 羅馬尼亞                  | 0    | 0    | 2    | 2    |
| 27                        | 爱沙尼亚                  | 0    | 0    | 1    | 1    |
| 27                        | 法國                      | 0    | 0    | 1    | 1    |
| 27                        | 希腊                      | 0    | 0    | 1    | 1    |
| 27                        | 義大利                    | 0    | 0    | 1    | 1    |
| 27                        | 立陶宛                    | 0    | 0    | 1    | 1    |
| 总计（共31个国家 / 地区） | 总计（共31个国家 / 地区） | 30   | 30   | 60   | 120  |

## 奖牌获得者

### 男子自由式
| 项目      | 金牌                                    | 银牌                                  | 铜牌                                     |
| 57公斤级  | 澤利姆汗·阿巴卡羅夫 · 阿尔巴尼亚（ALB） | 托马斯·吉尔曼 · 美国（USA）           | Zandanbudyn Zanabazar · 蒙古（MGL）      |
| 57公斤级  | 澤利姆汗·阿巴卡羅夫 · 阿尔巴尼亚（ALB） | 托马斯·吉尔曼 · 美国（USA）           | Stevan Mićić · 塞尔维亚（SRB）           |
| 61公斤级  | 樋口黎 · 日本（JPN）                    | 礼萨·阿特里 · 伊朗（IRI）             | Arsen Harutyunyan · 亞美尼亞（ARM）      |
| 61公斤级  | 樋口黎 · 日本（JPN）                    | 礼萨·阿特里 · 伊朗（IRI）             | Narmandakhyn Narankhüü · 蒙古（MGL）     |
| 65公斤级  | 拉赫曼·阿穆扎德 · 伊朗（IRI）           | Yianni Diakomihalis · 美国（USA）     | Iszmail Muszukajev · 匈牙利（HUN）       |
| 65公斤级  | 拉赫曼·阿穆扎德 · 伊朗（IRI）           | Yianni Diakomihalis · 美国（USA）     | 巴杰朗·普尼亚 · 印度（IND）              |
| 70公斤级  | 成国大志 · 日本（JPN）                  | Zain Retherford · 美国（USA）         | Ernazar Akmataliev · 吉尔吉斯斯坦（KGZ） |
| 70公斤级  | 成国大志 · 日本（JPN）                  | Zain Retherford · 美国（USA）         | Zurabi Iakobishvili · 格鲁吉亚（GEO）    |
| 74公斤级  | 凯尔·戴克 · 美国（USA）                 | Tajmuraz Salkazanov · 斯洛伐克（SVK） | Younes Emami · 伊朗（IRI）               |
| 74公斤级  | 凯尔·戴克 · 美国（USA）                 | Tajmuraz Salkazanov · 斯洛伐克（SVK） | 弗兰克·查米索 · 義大利（ITA）            |
| 79公斤级  | 佐敦·歐內斯特·巴勒斯 · 美国（USA）      | Mohammad Nokhodi · 伊朗（IRN）        | Arsalan Budazhapov · 吉尔吉斯斯坦（KGZ） |
| 79公斤级  | 佐敦·歐內斯特·巴勒斯 · 美国（USA）      | Mohammad Nokhodi · 伊朗（IRN）        | Vasyl Mykhailov · 乌克兰（UKR）          |
| 86公斤级  | 戴维·泰勒 · 美国（USA）                 | 哈桑·雅茲丹尼 · 伊朗（IRN）           | Boris Makojev · 斯洛伐克（SVK）          |
| 86公斤级  | 戴维·泰勒 · 美国（USA）                 | 哈桑·雅茲丹尼 · 伊朗（IRN）           | Azamat Dauletbekov · 哈萨克斯坦（KAZ）   |
| 92公斤级  | Kamran Ghasempour · 伊朗（IRI）         | J'den Cox · 美国（USA）               | Miriani Maisuradze · 格鲁吉亚（GEO）     |
| 92公斤级  | Kamran Ghasempour · 伊朗（IRI）         | J'den Cox · 美国（USA）               | Osman Nurmagomedov · 阿塞拜疆（AZE）     |
| 97公斤级  | 凯尔·斯奈德 · 美国（USA）               | Batyrbek Tsakulov · 斯洛伐克（SVK）   | 穆罕默德汗·穆罕默多夫 · 阿塞拜疆（AZE）  |
| 97公斤级  | 凯尔·斯奈德 · 美国（USA）               | Batyrbek Tsakulov · 斯洛伐克（SVK）   | 吉维·马恰拉什维利 · 格鲁吉亚（GEO）      |
| 125公斤级 | 塔哈·阿克居尔 · 土耳其（TUR）           | 蒙赫图尔·勒哈格瓦格雷勒 · 蒙古（MGL） | 格诺·彼得里阿什维利 · 格鲁吉亚（GEO）    |
| 125公斤级 | 塔哈·阿克居尔 · 土耳其（TUR）           | 蒙赫图尔·勒哈格瓦格雷勒 · 蒙古（MGL） | 阿米尔·侯赛因·扎雷 · 伊朗（IRI）         |

### 男子古典式
| 项目      | 金牌                                      | 银牌                                          | 铜牌                                     |
| 55公斤级  | Eldaniz Azizli · 阿塞拜疆（AZE）          | Nugzari Tsurtsumia · 格鲁吉亚（GEO）          | 盐谷优 · 日本（JPN）                     |
| 55公斤级  | Eldaniz Azizli · 阿塞拜疆（AZE）          | Nugzari Tsurtsumia · 格鲁吉亚（GEO）          | Jasurbek Ortikboev · 乌兹别克斯坦（UZB） |
| 60公斤级  | 若拉曼·沙尔申别科夫 · 吉尔吉斯斯坦（KGZ） | Edmond Nazaryan · 保加利亚（BUL）             | Aidos Sultangali · 哈萨克斯坦（KAZ）     |
| 60公斤级  | 若拉曼·沙尔申别科夫 · 吉尔吉斯斯坦（KGZ） | Edmond Nazaryan · 保加利亚（BUL）             | 文田健一郎 · 日本（JPN）                 |
| 63公斤级  | Sebastian Nađ · 塞尔维亚（SRB）           | Leri Abuladze · 格鲁吉亚（GEO）               | 托尔巴图 · 中国（CHN）                   |
| 63公斤级  | Sebastian Nađ · 塞尔维亚（SRB）           | Leri Abuladze · 格鲁吉亚（GEO）               | Taleh Mammadov · 阿塞拜疆（AZE）         |
| 67公斤级  | Mate Nemeš · 塞尔维亚（SRB）              | 穆罕默德·礼萨·盖拉伊 · 伊朗（IRI）            | Amantur Ismailov · 吉尔吉斯斯坦（KGZ）   |
| 67公斤级  | Mate Nemeš · 塞尔维亚（SRB）              | 穆罕默德·礼萨·盖拉伊 · 伊朗（IRI）            | 哈斯拉特·贾法罗夫 · 阿塞拜疆（AZE）      |
| 72公斤级  | Ali Arsalan · 塞尔维亚（SRB）             | Ulvu Ganizade · 阿塞拜疆（AZE）               | Andrii Kulyk · 乌克兰（UKR）             |
| 72公斤级  | Ali Arsalan · 塞尔维亚（SRB）             | Ulvu Ganizade · 阿塞拜疆（AZE）               | 塞尔丘克·詹 · 土耳其（TUR）              |
| 77公斤级  | 阿克若勒·马赫穆多夫 · 吉尔吉斯斯坦（KGZ） | Zoltán Lévai · 匈牙利（HUN）                  | 马尔哈斯·阿莫扬 · 亞美尼亞（ARM）        |
| 77公斤级  | 阿克若勒·马赫穆多夫 · 吉尔吉斯斯坦（KGZ） | Zoltán Lévai · 匈牙利（HUN）                  | 尤努斯·埃姆雷·巴沙尔 · 土耳其（TUR）     |
| 82公斤级  | 布尔汉·阿克布达克 · 土耳其（TUR）         | 贾尔加斯拜·别尔季穆托夫 · 乌兹别克斯坦（UZB） | Tamás Lévai · 匈牙利（HUN）              |
| 82公斤级  | 布尔汉·阿克布达克 · 土耳其（TUR）         | 贾尔加斯拜·别尔季穆托夫 · 乌兹别克斯坦（UZB） | Yaroslav Filchakov · 乌克兰（UKR）       |
| 87公斤级  | 祖拉布·达图纳什维利 · 塞尔维亚（SRB）     | 图尔帕尔·比苏丹诺夫 · 丹麦（DEN）             | Dávid Losonczi · 匈牙利（HUN）           |
| 87公斤级  | 祖拉布·达图纳什维利 · 塞尔维亚（SRB）     | 图尔帕尔·比苏丹诺夫 · 丹麦（DEN）             | 阿里·坚吉兹 · 土耳其（TUR）              |
| 97公斤级  | 阿圖爾·阿列克薩尼揚 · 亞美尼亞（ARM）     | 基里尔·米洛夫 · 保加利亚（BUL）               | 穆罕默德·哈迪·萨拉维 · 伊朗（IRI）       |
| 97公斤级  | 阿圖爾·阿列克薩尼揚 · 亞美尼亞（ARM）     | 基里尔·米洛夫 · 保加利亚（BUL）               | Arif Niftullayev · 阿塞拜疆（AZE）       |
| 130公斤级 | 勒扎·卡亚阿尔普 · 土耳其（TUR）           | 阿明·米尔扎扎德 · 伊朗（IRI）                 | Mantas Knystautas · 立陶宛（LTU）        |
| 130公斤级 | 勒扎·卡亚阿尔普 · 土耳其（TUR）           | 阿明·米尔扎扎德 · 伊朗（IRI）                 | 阿林·阿列克苏克-丘拉留 · 羅馬尼亞（ROU） |

### 女子自由式
| 项目     | 金牌                                  | 银牌                                     | 铜牌                                |
| 50公斤级 | 须崎优衣 · 日本（JPN）                | Dolgorjavyn Otgonjargal · 蒙古（MGL）    | 萨拉·希尔德布兰特 · 美国（USA）     |
| 50公斤级 | 须崎优衣 · 日本（JPN）                | Dolgorjavyn Otgonjargal · 蒙古（MGL）    | Anna Łukasiak · 波兰（POL）         |
| 53公斤级 | Dominique Parrish · 美国（USA）       | Batkhuyagiin Khulan · 蒙古（MGL）        | 维内什·波加特 · 印度（IND）         |
| 53公斤级 | Dominique Parrish · 美国（USA）       | Batkhuyagiin Khulan · 蒙古（MGL）        | Maria Prevolaraki · 希腊（GRE）     |
| 55公斤级 | 志土地真优 · 日本（JPN）              | Oleksandra Khomenets · 乌克兰（UKR）     | 谢梦宇 · 中国（CHN）                |
| 55公斤级 | 志土地真优 · 日本（JPN）              | Oleksandra Khomenets · 乌克兰（UKR）     | Karla Godinez · 加拿大（CAN）       |
| 57公斤级 | 樱井津久美 · 日本（JPN）              | 海伦·马洛里斯 · 美国（USA）              | Anhelina Lysak · 波兰（POL）        |
| 57公斤级 | 樱井津久美 · 日本（JPN）              | 海伦·马洛里斯 · 美国（USA）              | Alina Hrushyna · 乌克兰（UKR）      |
| 59公斤级 | 阿纳斯塔西娅·尼基塔 · 摩尔多瓦（MDA） | 格雷丝·布伦 · 挪威（NOR）                | Jowita Wrzesień · 波兰（POL）       |
| 59公斤级 | 阿纳斯塔西娅·尼基塔 · 摩尔多瓦（MDA） | 格雷丝·布伦 · 挪威（NOR）                | 元木咲良 · 日本（JPN）              |
| 62公斤级 | 尾崎野乃香 · 日本（JPN）              | Kayla Miracle · 美国（USA）              | Ilona Prokopevniuk · 乌克兰（UKR）  |
| 62公斤级 | 尾崎野乃香 · 日本（JPN）              | Kayla Miracle · 美国（USA）              | 罗晓娟 · 中国（CHN）                |
| 65公斤级 | 森川美和 · 日本（JPN）                | 龙佳 · 中国（CHN）                       | Mallory Velte · 美国（USA）         |
| 65公斤级 | 森川美和 · 日本（JPN）                | 龙佳 · 中国（CHN）                       | 孔芭·拉罗克 · 法國（FRA）           |
| 68公斤级 | 塔米拉·门萨 · 美国（USA）             | 石井亚海 · 日本（JPN）                   | Linda Morais · 加拿大（CAN）        |
| 68公斤级 | 塔米拉·门萨 · 美国（USA）             | 石井亚海 · 日本（JPN）                   | Irina Rîngaci · 摩尔多瓦（MDA）     |
| 72公斤级 | 阿米特·埃洛尔 · 美国（USA）           | Zhamila Bakbergenova · 哈萨克斯坦（KAZ） | 亚历山德拉·安格尔 · 羅馬尼亞（ROU） |
| 72公斤级 | 阿米特·埃洛尔 · 美国（USA）           | Zhamila Bakbergenova · 哈萨克斯坦（KAZ） | 古市雅子 · 日本（JPN）              |
| 76公斤级 | 娅塞明·阿达尔·伊伊特 · 土耳其（TUR）  | 薩瑪·阿邁爾 · 埃及（EGY）                | 镜优翔 · 日本（JPN）                |
| 76公斤级 | 娅塞明·阿达尔·伊伊特 · 土耳其（TUR）  | 薩瑪·阿邁爾 · 埃及（EGY）                | Epp Mäe · 爱沙尼亚（EST）           |